# Riguldi
Riguldi (Duits: Rickholtz, Zweeds: Rickul, Estland-Zweeds: Rikul) is een plaats in de Estlandse gemeente Lääne-Nigula, provincie Läänemaa. De plaats heeft de status van dorp (Estisch: küla).
Tot in oktober 2017 viel Riguldi onder de gemeente Noarootsi. In die maand werd Noarootsi bij de fusiegemeente Lääne-Nigula gevoegd. Voor de Tweede Wereldoorlog woonden in dit gebied veel Estlandzweden; daarom mag de Zweedse naam voor de dorpen nog steeds gebruikt worden naast de Estische.

## Bevolking
Het aantal inwoners schommelt sterk, zoals blijkt uit het volgende staatje:
| Jaar            | 2000 | 2011 | 2021 |
| --------------- | ---- | ---- | ---- |
| Aantal inwoners | 20   | 6    | 22   |

## Ligging
Het dorp ligt aan de westkust van Estland. Bij het dorp horen een paar onbewoonde eilandjes, waarvan Kronnsaar (ook wel Hosgrunne genoemd) met 15,6 ha het grootste is. Het riviertje Riguldi jõgi komt tegenover Kronnsaar in de Oostzee uit.

## Geschiedenis
Riguldi werd in 1540 voor het eerst genoemd als dorp onder de naam Ryckholt. Na 1604, vermoedelijk rond 1620, ontstond een landgoed Rickholtz. Daarna werd het dorp nauwelijks meer genoemd. In 1798 bestonden zowel een landgoed Rikholz als een dorp Rikul. Vanaf 1704 was het landgoed in handen van de familie von Taube. Pauline Gabriele von Taube, weduwe van Gustav von Taube, was de laatste eigenares toen het landgoed in 1919  door het onafhankelijk geworden Estland werd onteigend. De familie von Taube mocht daarna in het landhuis blijven wonen totdat in 1939 alle Baltische Duitsers als gevolg van het Molotov-Ribbentroppact Estland moesten verlaten.
Na 1920 ontwikkelde Riguldi zich tot de belangrijkste nederzetting in de directe omgeving van het landhuis. In 1977 werden de buurdorpen Norby, Söderby, Haversi en Luksiküla bij Riguldi gevoegd. Het dorpje Pöia was al eerder verdwenen, vermoedelijk in de jaren dertig.
Het landhuis is bewaard gebleven. Het houten gebouw met één woonlaag dateert vermoedelijk uit de vroege 19e eeuw, hoewel een inscriptie het jaartal 1620 laat zien. Het wolfsdak is gedekt met leisteen. Ook een paar bijgebouwen zijn nog aanwezig, maar de meeste verkeren in slechte staat. Het landhuis was vanaf 1967 in gebruik als kostschool en vanaf 2012 als woonoord voor gehandicapten. Sinds 2019 staat het echter leeg.

## Foto's

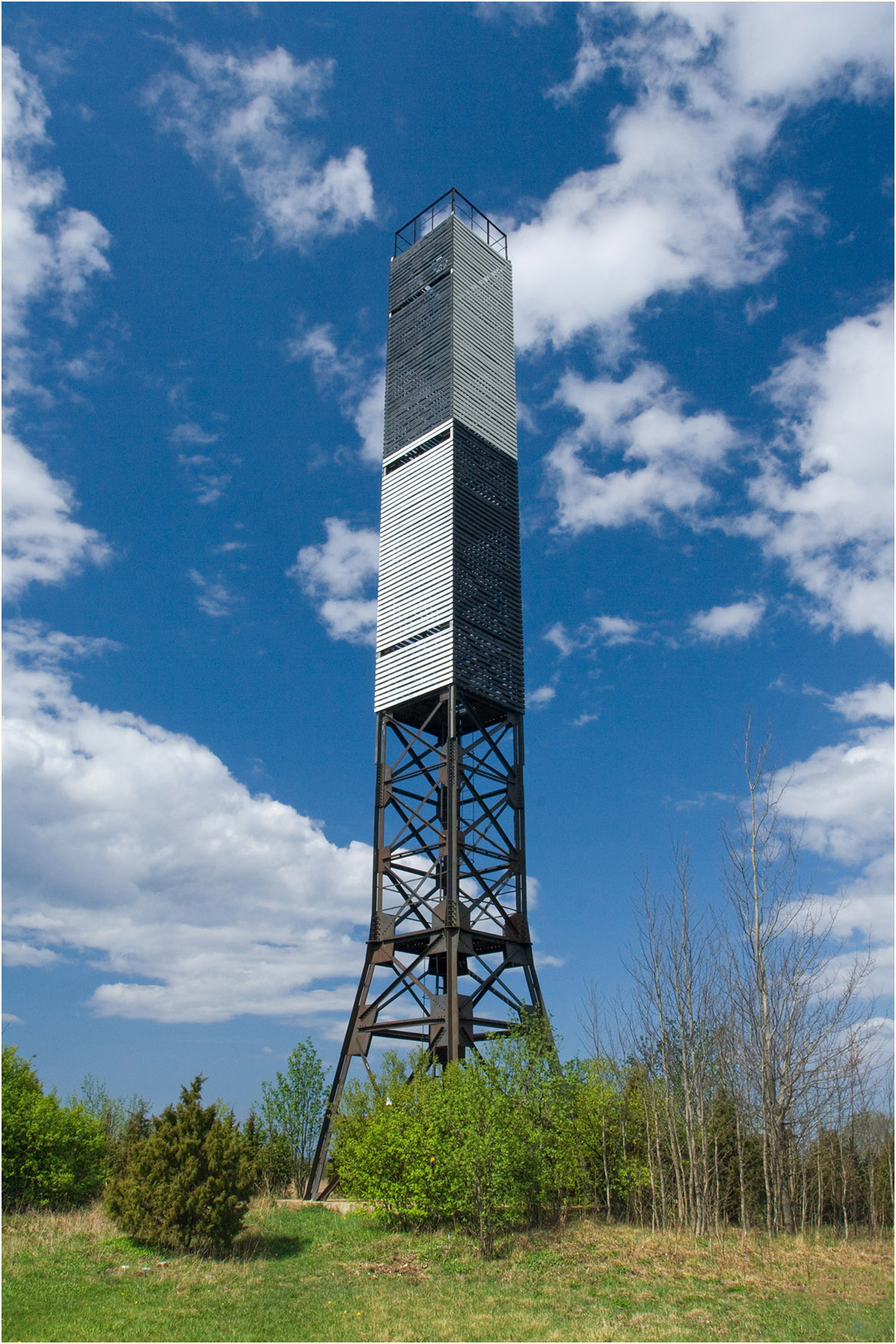
Baken aan de kust
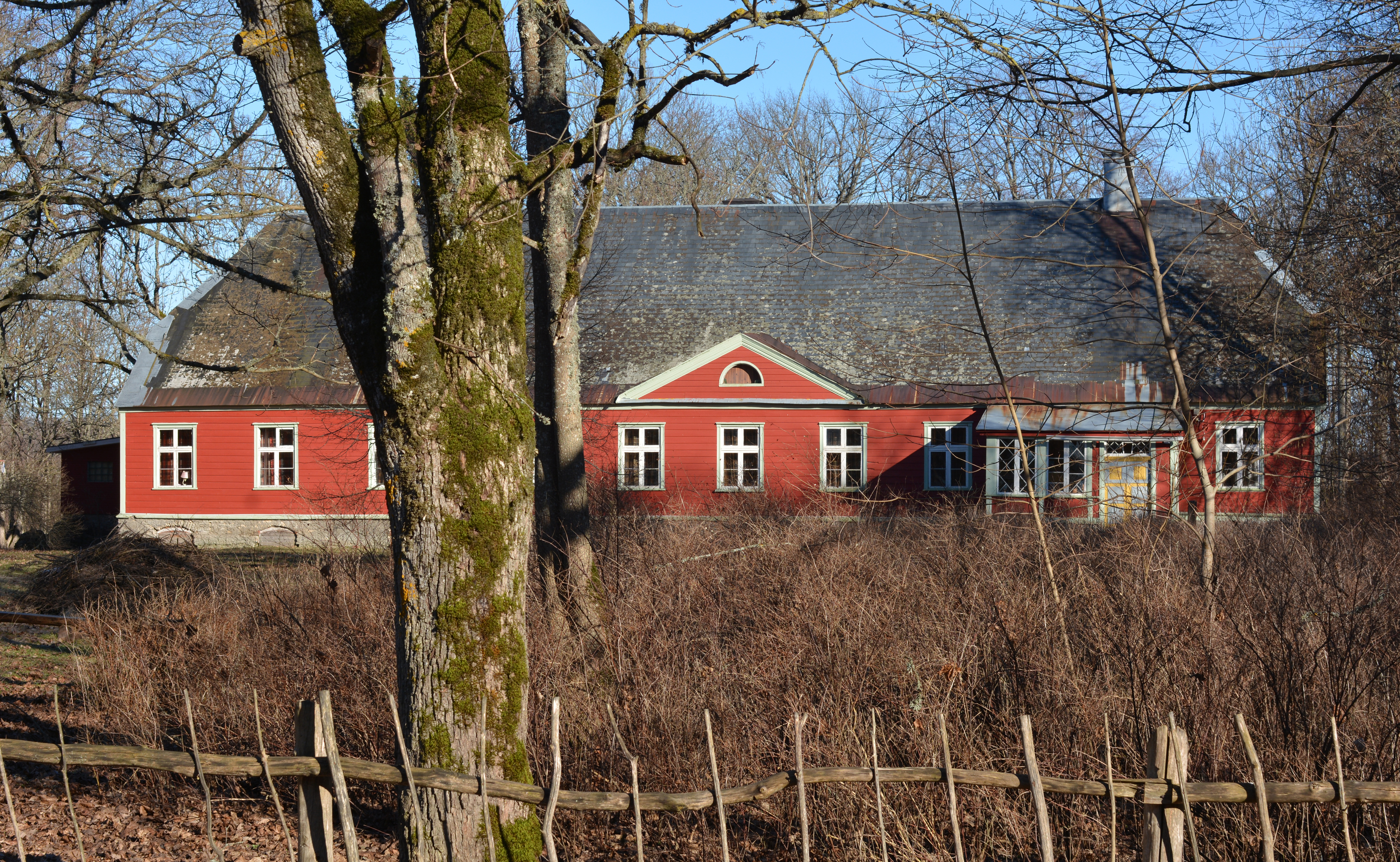
Het landhuis
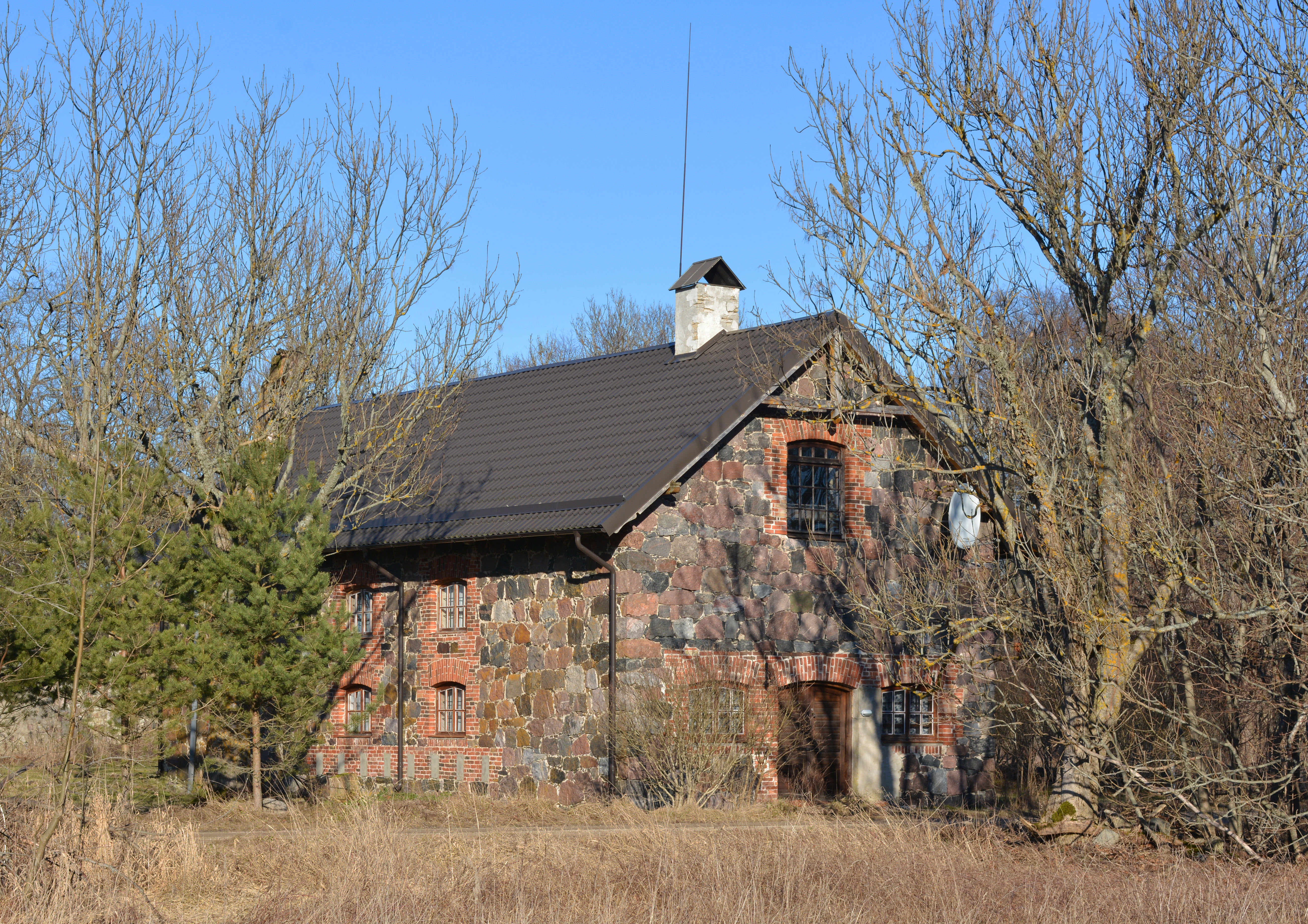
De droogschuur van het landgoed